# Élections législatives de 1993 en Savoie
Les élections législatives françaises de 1993 se déroulent les 21 et 28 mars 1993. Dans le département de la Savoie, trois députés sont à élire dans le cadre de trois circonscriptions.

## Élus
| Circonscription | Député sortant                              | Parti | Parti | Député élu ou réélu | Parti | Parti    |
| --------------- | ------------------------------------------- | ----- | ----- | ------------------- | ----- | -------- |
| 1re             | Jean-Paul Calloud suppléant de Louis Besson |       | PS    | Gratien Ferrari     |       | UDF (PR) |
| 2e              | Michel Barnier                              |       | RPR   | Michel Barnier      |       | RPR      |
| 3e              | Roger Rinchet                               |       | PS    | Michel Bouvard      |       | RPR      |

## Résultats

### Résultats à l'échelle du département
| Parti          | Parti                                 | Premier tour | Premier tour | Second tour | Second tour | Sièges |
| Parti          | Parti                                 | Voix         | %            | Voix        | %           | Sièges |
| -------------- | ------------------------------------- | ------------ | ------------ | ----------- | ----------- | ------ |
|                | Rassemblement pour la République      | 51 987       | 33,65        | 28 722      | 26,52       | 2      |
|                | Union pour la démocratie française    | 17 169       | 11,11        | 28 423      | 26,25       | 1      |
|                | Divers droite                         | 6 350        | 4,11         |             |             | 0      |
|                | Union pour la France                  | 75 506       | 48,87        | 57 145      | 52,77       | 3      |
|                |                                       |              |              |             |             |        |
|                | Parti socialiste                      | 29 219       | 18,91        | 51 148      | 47,23       | 0      |
|                | Alliance des Français pour le progrès | 29 219       | 18,91        | 51 148      | 47,23       | 0      |
|                |                                       |              |              |             |             |        |
|                | Les Verts                             | 8 001        | 5,18         |             |             | 0      |
|                | Génération écologie                   | 4 733        | 3,06         | 0           |             |        |
|                | Entente des écologistes               | 12 734       | 8,24         |             |             | 0      |
|                |                                       |              |              |             |             |        |
|                | Front national                        | 18 247       | 11,81        |             |             | 0      |
|                | Parti communiste français             | 13 142       | 8,51         | 0           |             |        |
|                | Le Trèfle - Les nouveaux écologistes  | 3 949        | 2,56         | 0           |             |        |
|                | Extrême gauche dont PT et SÉGA        | 1 691        | 1,09         | 0           |             |        |
|                |                                       |              |              |             |             |        |
| Inscrits       | Inscrits                              | 242 508      | 100,00       | 169 450     | 100,00      | 3      |
| Abstentions    | Abstentions                           | 80 527       | 33,21        | 53 763      | 31,73       |        |
| Votants        | Votants                               | 161 981      | 66,79        | 115 687     | 68,27       |        |
| Blancs et nuls | Blancs et nuls                        | 7 493        | 4,63         | 7 394       | 6,39        |        |
| Exprimés       | Exprimés                              | 154 488      | 95,37        | 108 293     | 93,61       |        |

### Résultats par circonscription

#### Première circonscription (Chambéry - Aix-les-Bains)
| Candidat       | Candidat                  | Parti          | Premier tour | Premier tour | Second tour | Second tour |  |
| Candidat       | Candidat                  | Parti          | Voix         | %            | Voix        | %           |  |
| -------------- | ------------------------- | -------------- | ------------ | ------------ | ----------- | ----------- |  |
|                | Gratien Ferrari élu       | UDF (PR)       | 17 169       | 30,63        | 28 423      | 50,9        |  |
|                | Jean-Paul Calloud sortant | PS (ADFP)      | 14 006       | 24,98        | 27 420      | 49,1        |  |
|                | Georges Ract              | FN             | 8 120        | 14,48        |             |             |  |
|                | Jean-Pierre Vial          | RPR            | 6 406        | 11,43        |             |             |  |
|                | Colette Trepier           | GÉ (EÉ)        | 4 733        | 8,44         |             |             |  |
|                | Roger Gandet              | PCF            | 3 449        | 6,15         |             |             |  |
|                | Anne-Marie Bernuy         | LT-LNÉ         | 1 695        | 3,02         |             |             |  |
|                | Georges Lasserre          | UDI            | 483          | 0,86         |             |             |  |
|                |                           |                |              |              |             |             |  |
| Inscrits       | Inscrits                  | Inscrits       | 86 311       | 100,00       | 86 314      | 100,00      |  |
| Abstentions    | Abstentions               | Abstentions    | 27 415       | 31,76        | 26 745      | 30,99       |  |
| Votants        | Votants                   | Votants        | 58 896       | 68,24        | 59 569      | 69,01       |  |
| Blancs et nuls | Blancs et nuls            | Blancs et nuls | 2 835        | 4,81         | 3 726       | 6,25        |  |
| Exprimés       | Exprimés                  | Exprimés       | 56 061       | 95,19        | 55 843      | 93,75       |  |

#### Deuxième circonscription (Albertville)
|                | Michel Barnier sortant réélu | RPR (UPF)      | 27 652 | 60,16  |  |  |  |
|                | Louis Bertrand               | PCF            | 4 887  | 10,63  |  |  |  |
|                | Marie-Claude Wicker          | FN             | 4 320  | 9,4    |  |  |  |
|                | Pierre Bonhomme              | PS (ADFP)      | 3 909  | 8,5    |  |  |  |
|                | Bernard Turpin               | Les Verts (EÉ) | 3 259  | 7,09   |  |  |  |
|                | Daniel Wiltgen               | LT-LNÉ         | 975    | 2,12   |  |  |  |
|                | Roger Sibuet                 | Divers droite  | 598    | 1,3    |  |  |  |
|                | Frédéric Berger              | Divers droite  | 364    | 0,79   |  |  |  |
|                |                              |                |        |        |  |  |  |
| Inscrits       | Inscrits                     | Inscrits       | 73 018 | 100,00 |  |  |  |
| Abstentions    | Abstentions                  | Abstentions    | 25 176 | 34,48  |  |  |  |
| Votants        | Votants                      | Votants        | 47 842 | 65,52  |  |  |  |
| Blancs et nuls | Blancs et nuls               | Blancs et nuls | 1 878  | 3,93   |  |  |  |
| Exprimés       | Exprimés                     | Exprimés       | 45 964 | 96,07  |  |  |  |

#### Troisième circonscription (Chambéry - Saint-Jean-de-Maurienne)
| Candidat       | Candidat              | Parti          | Premier tour | Premier tour | Second tour | Second tour |  |
| Candidat       | Candidat              | Parti          | Voix         | %            | Voix        | %           |  |
| -------------- | --------------------- | -------------- | ------------ | ------------ | ----------- | ----------- |  |
|                | Michel Bouvard élu    | RPR (UPF)      | 17 929       | 34,17        | 28 722      | 54,76       |  |
|                | Roger Rinchet sortant | PS (ADFP)      | 11 304       | 21,55        | 23 728      | 45,24       |  |
|                | Jean-Marie Barbier    | FN             | 5 807        | 11,07        |             |             |  |
|                | Daniel Dufreney       | diss. RPR      | 4 905        | 9,35         |             |             |  |
|                | Alain Bouvier         | PCF            | 4 806        | 9,16         |             |             |  |
|                | Michel Roux           | Les Verts (EÉ) | 4 742        | 9,04         |             |             |  |
|                | Patrick Mazzarello    | LT-LNÉ         | 1 279        | 2,44         |             |             |  |
|                | François Maréchal     | SÉGA           | 847          | 1,61         |             |             |  |
|                | Renée Laurent         | PT             | 844          | 1,61         |             |             |  |
|                |                       |                |              |              |             |             |  |
| Inscrits       | Inscrits              | Inscrits       | 83 179       | 100,00       | 83 136      | 100,00      |  |
| Abstentions    | Abstentions           | Abstentions    | 27 936       | 33,59        | 27 018      | 32,5        |  |
| Votants        | Votants               | Votants        | 55 243       | 66,41        | 56 118      | 67,5        |  |
| Blancs et nuls | Blancs et nuls        | Blancs et nuls | 2 780        | 5,03         | 3 668       | 6,54        |  |
| Exprimés       | Exprimés              | Exprimés       | 52 463       | 94,97        | 52 450      | 93,46       |  |